# Ivan Yendogurov

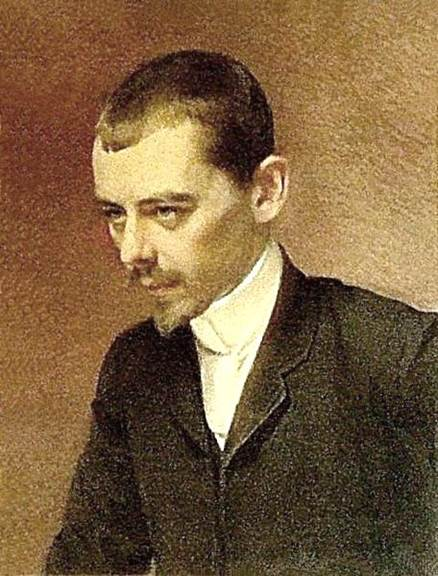
Ivan Yendogurov; retrato de
Alexander Sokolov (1889)

Ivan Ivanovich Yendogurov (ruso: Иван Иванович Ендогуров; 23 de octubre de 1861,  Kronstadt – 17 de mayo de 1898, Capri) fue un pintor ruso de paisajes y acuarelista, asociado a los Peredvizhniki. Su hermano pequeño Sergey fue también un reconocido pintor.

## Biografía
Su padre, Ivan Yendogurov (1812-1871) fue contraalmirante de la Armada Imperial Rusa. Su madre era hija del almirante Fyodor Yuriev (1783-1856). Mientras asistía al gimnasio, él y su hermano se familiarizaron con el paisajista, Yefim Volkov, que estimuló su interés por el arte e hizo que optara por esa profesión.
Tras graduarse en 1880, empezó a estudiar derecho en la Universidad Estatal de San Petersburgo aunque continuó con sus estudios junto a Volkov. En 1884 dejó la universidad y empezó a asistir como oyente en la Academia Imperial de las Artes. Su primera exposición se realizó el año siguiente, en 1890 recibió una importante medalla de plata.
Desde 1885 hasta principio de la década de 1890, exhibió prolíficamente en la Sociedad Imperial de Fomento de las Artes así como con los Peredvizhniki, participó también en la Exposición Universal de París y en la Exposición Mundial Colombina de Chicago. 

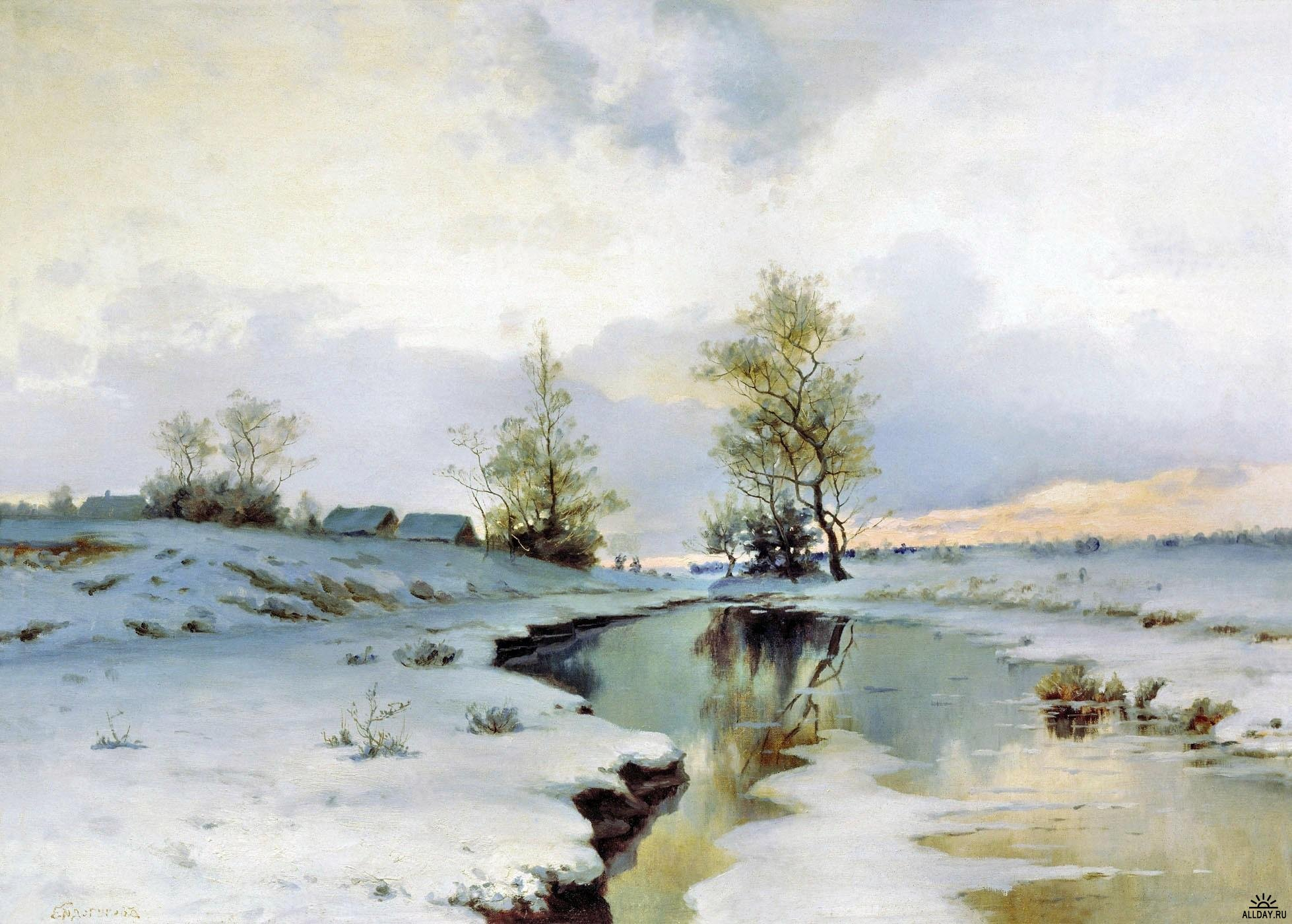
El comienzo de la primavera

Durante este periodo desarrolló los primeros síntomas de tuberculosis. Desde 1890 y hasta 1893 vivió en Italia, principalmente en Córcega aunque también pasó tiempo en el sur de Francia. Después de una estancia en un spa en Baviera vivió en Crimea desde 1894 hasta 1895. La mayoría de sus pinturas de ese periodo parecen haberse perdido. Posteriormente volvió a Italia donde murió de su enfermedad en la isla de Capri.
Hacia finales de 1898, la Academia Imperial acogió una retrospectiva conjunta de tres artistas que murieron ese año: Yendogurov, Nikolai Yaroshenko e Iván Shishkin.  En 1899, su madre dotó de un fondo a la Academia Imperial de las Artes para establecer el "Premio Yendogurov" para la pintura de paisajes. Dicho premio se mantuvo hasta 1917.